# Sandy Creek (Ohio River)
Der Sandy Creek (auch bekannt als Big Sandy Creek oder Buffalo Creek) ist ein 35 Kilometer langer Fluss im Jackson County im US-Bundesstaat West Virginia. Er entsteht im Zusammenlauf von Right Fork Sandy Creek und Left Fork Sandy Creek 800 Meter südlich von Sandyville. Er fließt von hier größtenteils in nordwestliche Richtung.
In etwa der Hälfte seines Laufs durchquert der Fluss den Green Hills Country Club. Nachdem er die Interstate 77 unterquert, windet er sich in einem großen Linksbogen in einem Waldgebiet südlich von Ravenswood, bevor er dort in den Ohio River mündet.
Der Sandy Creek läuft zum Großteil entlang der ehemaligen Baltimore-and-Ohio-Railroad-Strecke.

## Nebenflüsse
Nebenflüsse des Sandy Creek sind:
- Beatty Run (rechts)
- Trace Fork (links)
- Mud Run (links)
- Cherrycamp Run (links)
- Crooked Fork Run (links)
- Straight Fork Run (rechts)
- Browning Run (links)
- Big Run (rechts)
- Lick Run (rechts)